# Los Palacios y Villafranca
Los Palacios y Villafranca település Spanyolországban, Sevilla tartományban. Los Palacios y Villafranca Utrera, Dos Hermanas és Alcalá de Guadaíra községekkel határos. Lakosainak száma 38 757 fő (2024).

## Népesség
A település népessége az elmúlt években az alábbi módon változott:
| Lakosok száma | 3787 | 5247 | 8111 | 18 484 | 33 095 | 35 225 | 37 500 | 38 157 | 38 548 | 38 757 |
|               | 1842 | 1887 | 1930 | 1970   | 2001   | 2006   | 2011   | 2015   | 2020   | 2024   |